# Tech 3 Mistral 610
La Tech 3 Mistral 610 es una motocicleta de carreras desarrollada para competir en Moto2 a partir de la temporada 2010 en adelante.

## Historia
Probada en 2009, debuta en el Campeonato Mundial en la primera carrera de Moto2, el Gran Premio de Catar de Motociclismo de 2010.
Durante el primer año en que fue llevada por Yuki Takahashi y Raffaele De Rosa; Takahashi obtuvo un primer puesto en el Gran Premio de Catalunya, un segundo lugar en la República Checa y otras 5 carreras dentro de los puntos, mientras que De Rosa solo estuvo 4 carreras en zona de puntos y terminó con muchos retiros durante toda la temporada.
Al año siguiente fue utilizado por los pilotos Bradley Smith, Mike Di Meglio y Xavier Simeon; la primera tiene tres podios, mientras que los otros recibieron solo unos pocos puntos terminen.
En 2012, los pilotos fueron Bradley Smith, Xavier Siméon y, solo para una carrera, Jordi Torres; Smith acabó casi siempre en zona de puntos, mientras que Siméon y Torres no obtuvieron resultados significativos.
En 2013, los pilotos fueron Danny Kent, Louis Rossi y Lucas Mahias (solo 1 carrera), pero sin resultados significativos, solo unas pocas carreras dentro de la zona de puntos. Los mejores resultados fueron un decimosegundo puesto en los países bajos obtenido por Louis Rossi y otro decimosegundo puesto esta vez obtenido por Danny Kent en Malasia.

## Resultados en Moto2
(Carreras en negro indican pole position, carreras en italics indican vuelta rápida)
| Año  | Neu. | Equipo                      | N.º | Piloto             | 1   | 2   | 3   | 4   | 5   | 6   | 7   | 8   | 9   | 10  | 11  | 12  | 13  | 14  | 15  | 16  | 17  | 18  | 19  | Puntos | CP   | Puntos | CC  |
| ---- | ---- | --------------------------- | --- | ------------------ | --- | --- | --- | --- | --- | --- | --- | --- | --- | --- | --- | --- | --- | --- | --- | --- | --- | --- | --- | ------ | ---- | ------ | --- |
| 2015 | D    |                             |     |                    | QAT | AME | ARG | ESP | FRA | ITA | CAT | NED | GER | IND | CZE | GBR | RSM | ARA | JPN | AUS | MAL | VAL |     |        |      |        |     |
| 2015 | D    | Tech 3                      | 23  | Marcel Schrötter   | 16  | 13  | 16  | 10  | 13  | 16  | 16  | 18  | Ret | 14  | 19  | 11  | 17  | 15  | 9   | 12  | Ret | 15  |     | 32     | 20.º | 39     | 3.º |
| 2015 | D    | Tech 3                      | 88  | Ricard Cardús      | Ret | 17  | 18  | Ret | 16  | 17  | Ret | Ret | 19  |     |     |     |     |     |     |     |     |     |     | 0      | NC   | 39     | 3.º |
| 2015 | D    | Tech 3                      | 97  | Xavi Vierge        |     |     |     |     |     |     |     |     |     | Ret | Ret | 22  | 23  | 16  | Ret | 19  | 22  | 17  |     | 0      | NC   | 39     | 3.º |
| 2015 | D    | Tasca Racing Scuderia Moto2 | 96  | Louis Rossi        | 9   | 22  | Ret | DNS | Ret | 20  | 23  | Ret | Ret | Ret | Ret | 27  | 19  | 23  | 20  | 23  | 18  | DNS |     | 7      | 25.º | 39     | 3.º |
| 2016 | D    |                             |     |                    | QAT | ARG | AME | ESP | FRA | ITA | CAT | NED | GER | AUT | CZE | GBR | RSM | ARA | JPN | AUS | MAL | VAL |     |        |      |        |     |
| 2016 | D    | Tech3 Racing                | 32  | Isaac Viñales      | 19  | 24  | 18  | 13  | 20  | 24  | 16  | 21  | 9   | 18  | 14  | Ret | Ret | 28  | 15  | DNS | 10  | Ret |     | 19     | 24.º | 47     | 3.º |
| 2016 | D    | Tech3 Racing                | 97  | Xavi Vierge        | Ret | 14  | 20  | Ret | 15  | Ret | 20  | 17  | Ret | 16  | 12  | 13  | 12  | 17  | 11  | 10  | 8   | 12  |     | 37     | 20.º | 47     | 3.º |
| 2017 | D    |                             |     |                    | QAT | ARG | AME | ESP | FRA | ITA | CAT | NED | GER | CZE | AUT | GBR | RSM | ARA | JPN | AUS | MAL | VAL |     |        |      |        |     |
| 2017 | D    | Tech3 Racing                | 14  | Héctor Garzó       |     |     |     |     |     |     |     |     | Ret |     |     |     |     |     |     |     |     |     |     | 0      | NC   | 107    | 5.º |
| 2017 | D    | Tech3 Racing                | 60  | Julián Simón       |     |     | Ret |     |     |     |     |     |     |     |     |     |     |     |     |     |     |     |     | 0      | NC   | 107    | 5.º |
| 2017 | D    | Tech3 Racing                | 87  | Remy Gardner       | Ret | Ret |     | 22  | 20  | 14  | 19  | 16  | 12  | 9   | 15  | 20  | 12  | 20  | 12  | 15  | Ret | 22  |     | 23     | 21.º | 107    | 5.º |
| 2017 | D    | Tech3 Racing                | 97  | Xavi Vierge        | 9   | 5   | 9   | Ret | 9   | DNS | 8   | DNS |     | 5   | Ret | 12  | 14  | 14  | 2   | 5   | 8   | Ret |     | 98     | 11.º | 107    | 5.º |
| 2018 | D    |                             |     |                    | QAT | ARG | AME | ESP | FRA | ITA | CAT | NED | GER | CZE | AUT | GBR | RSM | ARA | THA | JPN | AUS | MAL | VAL |        |      |        |     |
| 2018 | D    | Tech3 Racing                | 14  | Héctor Garzó       |     |     |     | 23  | Ret | 20  |     |     |     |     |     |     |     |     |     |     |     |     | DNS | 0      | NC   | 40     | 4.º |
| 2018 | D    | Tech3 Racing                | 30  | Dimas Ekky Pratama |     |     |     |     |     |     |     |     |     |     |     |     |     |     |     |     |     | 23  |     | 0      | NC   | 40     | 4.º |
| 2018 | D    | Tech3 Racing                | 64  | Bo Bendsneyder     | 18  | 28  | 20  | 16  | 16  | Ret | Ret | 17  | 20  | Ret | 22  | C   | 20  | 25  | 14  | Ret |     |     |     | 2      | 29.º | 40     | 4.º |
| 2018 | D    | Tech3 Racing                | 67  | Bryan Staring      |     |     |     |     |     |     |     |     |     |     |     |     |     |     |     |     | 21  |     |     | 0      | NC   | 40     | 4.º |
| 2018 | D    | Tech3 Racing                | 87  | Remy Gardner       | 12  | 6   | 17  |     |     |     | 15  | 18  | 11  | Ret | Ret | C   | 12  | 19  | 12  | 15  | Ret | Ret | 5   | 40     | 19.º | 40     | 4.º |

- * Temporada en curso.